# Loop (Transportsystem)
Loop ist ein von dem Unternehmer Elon Musk vorgeschlagenes Konzept für ein Transportsystem. Dabei sollen speziell umgebaute und autonom fahrende Tesla-Elektroaautos durch ein unterirdisches Tunnelsystem fahren. Entwickelt wird das System von der Boring Company.

## Entwicklung
Die Vorstellung des neuen Systems fand im Dezember 2018 auf einer Testanlage in Hawthorne, einem Stadtteil von Los Angeles statt. Der verwendete Testwagen erreichte eine Geschwindigkeit von 180 km/h. Es ist geplant, dass die Wagen autonom fahrend bis zu 240 km/h erreichen können und in Abständen von einer Sekunde aufeinander folgen können. Nach anderen Angaben solle die geplante Geschwindigkeit 480 km/h betragen. Auf einer Testfahrt für Journalisten wurden jedoch nur 80 km/h erreicht. Der bislang gebaute Testtunnel ist 3 km lang.
Die Autos sollen durch Aufzüge in das Tunnelsystem gelangen und mit eigenem Antrieb durch die Tunnelröhren fahren. Zusätzliche Räder sollen die Wagen in der Spur halten. Außerdem ist geplant, auch eigene Wagen für den Transport von Fahrradfahrern und Fußgängern bereitzuhalten. Zusätzlich gibt es auch Planungen, die verwendeten Fahrzeugen mit speziellen Einrichtungen an den Start- und Endpunkten des Tunnels zu beschleunigen bzw. zu bremsen.

## Planungen
Es war geplant, in Los Angeles ein Tunnel zu errichten, der Besucher von Baseballspielen von U-Bahn-Stationen zum Dodger Stadium bringt.
Ein weiteres Projekt sollte in Chicago die Innenstadt mit dem Chicago O’Hare International Airport verbinden.